# Jacques Thibaud

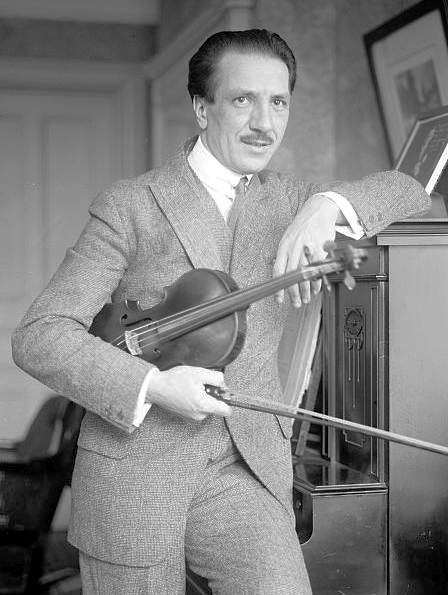
Jacques Thibaud

Jacques Thibaud (ur. 27 września 1880 w Bordeaux, zm. 1 września 1953 na Mt. Cemet w Alpach Francuskich) – francuski skrzypek.

## Życiorys
Studiował 1893–1896 w Konserwatorium Paryskim u Martina Marsicka, jednocześnie zarabiając na utrzymanie grą na skrzypcach w paryskim Café Rouge. Został tam odkryty przez dyrygenta Édouarda Colonne’go, który zaangażował go do swojej orkiestry. W 1898 został solistą zespołu, odnosząc wiele sukcesów. Jako wirtuoz koncertował w wielu krajach Europy oraz w USA. Z dwoma braćmi – pianistą i wiolonczelistą – utworzył trio.
Wraz z Pablem Casalsem i Alfredem Cortot utworzył sławne trio, istniejące w latach 1906–1933.
Wraz z Marguerite Long zorganizował 1943 konkurs dla pianistów i skrzypków, nazwany imieniem „Long-Thibaud”: Międzynarodowy Konkurs im. Marguerite Long i Jacques’a Thibaud. Konkurs ten odbywa się nadal, fortepianowy w latach nieparzystych, skrzypcowy w latach parzystych.
Eugène Ysaÿe zadedykował mu swoją drugą sonatę na skrzypce solo.
Jacques Thibaud zginął 1 września 1953 w katastrofie lotniczej na zboczu góry Mt. Cemet w Alpach Francuskich.